# میریک (کاشاتاق)
میریک (به ارمنی: Միրիկ) یک منطقهٔ مسکونی در جمهوری آرتساخ است که در استان کاشاتاق واقع شده‌است.